# 비닐하우스 (영화)
《비닐하우스》는 2023년에 개봉한 대한민국의 영화이다.

## 캐스팅

### 주연
- 김서형 : 문정 역

### 조연
- 양재성 : 태강 역
- 안소요 : 순남 역
- 신연숙 : 화옥 역
- 원미원 : 춘화 역
- 남연우 : 경일 역

## 수상 목록
- 2023년 제43회 한국영화평론가협회상 여우주연상 (김서형)
- 2023년 제43회 한국영화평론가협회상 영평10선 (비닐하우스)
- 2023년 제32회 부일영화상 여우주연상 (김서형)